# Ídomeneus
Ídomeneus (řecky Ἰδομενεύς, latinsky Idomeneus) byl v řecké mytologii udatný krétský král.
Král Ídomeneus byl synem a nástupcem krétského krále Deukalióna, s nímž uzavřel spojenectví bájný hrdina Théseus (který porazil Mínótaura), a vnukem Mínóa, jenž byl synem nejvyššího boha Dia a Európy, dcery fénického krále Agénóra.
Ídomeneus měl velikou moc a jako mnoho jiných byl nápadníkem krásné Heleny. Když byla Helena unesena Paridem, přijal výzvu Agamemnóna k tažení proti Tróji. V boji patřil mezi nejudatnější, a nebál se postavit ani veliteli Trójanů Hektórovi. Ídomenea a jeho druha Mériona doprovázel Diktys Krétský, který o válečných událostech údajně sepsal deník ve féničtině, o nějž se opírají středověké pověsti o trójské válce. Po válce se Ídomeneus vrátil šťastně domů.
Podle Pseudo-Apollodórových Epitomae byl bratrem Kréty a polovičním bratrem Molose. Jeho manželka se jmenovala Meda a měla milostný poměr s Leukem.
O Ídomeneovi psal Homér v Iliadě i Vergilius v Aneidě. Wolfgang Amadeus Mozart o něm složil operu s názvem Idomeneo, plným názvem Idomeneo, re di Creta (česky Idomeneus, král krétský). Opera byla poprvé uvedena v roce 1781.